# PFK Bansko
PFK Bansko (Bulgaars: пФК Банско) is een Bulgaarse voetbalclub uit Bansko. De club speelde tussen 2010 en 2017 in de Bulgaarse tweede klasse. 